# Barrage de l'Angle-Guignard
Le barrage de l'Angle-Guignard est un barrage construit en 1950, situé à La Réorthe en Vendée sur le cours du Grand Lay.

## Présentation
Son bassin versant a une superficie de 206 km2. Il approvisionne une usine d'eau potable d'une capacité de 24 000 m3/jour.
C'est la SAUR qui exploite cette usine et qui distribue l'eau par le biais de différentes communes et entreprises.

## Historique
L'édification du barrage démarre en 1950 et la première pierre fut posée le dimanche 2 juillet 1950 par le secrétaire d'État, Lionel de Tinguy du Pouët. Le barrage est mis en service l'année suivante, en 1951, desservant près de 10 000 foyers et 62 communes. Ce tout premier vendéen est inauguré le 21 octobre 1951 par Paul Antier, ministre de l'agriculture. Une conduite d'eau potable est également mise en service de Chantonnay à La Rochelle, permettant ainsi à la ville d'être alimentée et de ne plus être partiellement privée d'eau comme ce fut le cas auparavant.